# カーグラフィック
カーグラフィック（CAR GRAPHIC）は、「株式会社カーグラフィック」が発行する日本の自動車雑誌である。毎月1日発行。1962年4月に「株式会社二玄社」から創刊され、2010年7月に発行元が「株式会社カーグラフィック」に変更された。略称は「CG」「カーグラ」。

## 概要
厳正中立な本格評論と豊富な海外レース情報を中心に、美しいデザインと写真で紙面を飾るというその編集方針により、創刊後50年以上経った現在においても日本を代表する自動車雑誌として世界各国で評価が高い。そのほか、環境問題や交通問題などのモータリゼーションの負の部分にも言及している。また、F1やマカオグランプリなどの海外モータースポーツの結果をいち早く日本に紹介したほか、0-400m加速テストや長期テストなどのテスト手法を日本の自動車界に持ち込むなど、日本の自動車評論のあり方を大きく変えた雑誌でもある。

## 歴史
1962年4月に、主に書道などの美術書を専門に出版していた中堅出版社である二玄社より、小林彰太郎を中心として、高島鎮雄、吉田次郎を加えた3名によって創刊された。小林彰太郎は『モーターマガジン』誌への「ロードインプレッション」などの寄稿で当時の車愛好家に知られており、高島・吉田も同誌編集部員であった。
小林らは刊行にあたり、ただの読み物ではなくビジュアル的にも美しい雑誌にするというコンセプトを掲げ、誌名は、自動車を意味する「CAR」と、視覚的に訴えるさまを示す「GRAPHIC」（グラフィック）を合わせて、「CARグラフィック」とした（小林による命名だという。1971年1月号より現在の「CAR GRAPHIC」に変更）。当初は誌名を「モトラマ」（モーターとシネラマをかけた造語）にする案が上がっていたが、のちに当時のゼネラル・モータースのモーターショー（General Motors Motorama）に同じ名称が使用されていることが判明したため、この案は破棄された。また、小林は編集にあたり、1948年創刊の生活雑誌『暮しの手帖』の「広告を受け付けず、消費者の代表として商品テストを行う」というスタイルに影響を受け、「クルマの『暮しの手帖』を作りたい」と考えた。それ以前の日本に新車を紹介するだけの車雑誌はあったが、自動車を批評する記事を載せたのは当誌が最初であった。当時まだ発展途上であった日本車を宣伝目的に取り上げるのではなく、既に歴史的・文化的に熟成されていた輸入車（特に欧州車）の批評を通じて、日本のモータリゼーションや自動車文化の発展に貢献することを目指した。
創刊当時からしばらくは1号につき1メーカー特集という編集方針を採り、創刊号は「メルセデス・ベンツの歴史は、自動車の歴史である」として、メルセデス・ベンツを特集した。そのハイライトは、当時世界最高峰のスポーツカーとされた300SLであった。当時の日本に2、3台しかなかったこの超高級スポーツカーを、東村山市の工業技術院機械試験場の1周2kmのバンク付オーバルトラックでフルテストするという、当時としては前代未聞とも言える圧倒的な内容の記事を巻頭に掲載した（テスト車は、ヤナセに仲介を頼み込んで駐留米軍人から借用した）。創刊号ではその他、イタリアのトリノ・ショーのリポート、ニューモデルの紹介、高速道路の走り方、メルセデス・オーナーとして石原裕次郎、小林旭、三橋美智也を登場させるなど、バラエティに富んだ内容の記事を掲載していた。以後、特集はジャガー、フォード、日産、MG、フェラーリ、シトロエンと続いたが、8号目では「外車と国産車を比較する」という特集を組み、日本車の諸悪の根源はタクシー用の設計だからであると喝破、オーナードライバー用を設計の主体とすべしと提言した。また、創刊1年目はB5版の旧態依然とした体裁であったが、2年目からはA4版としグラフィックデザイナーを起用して、その独自のコンセプトを確立していった。
自力で海外取材を敢行したのも本誌が最初で、小林と三本和彦が1963年11月のマカオグランプリの取材に出向いたことを皮切りに、翌年には小林が自費でホンダ・S600を購入、この車でヨーロッパ各地を周遊しながらロータス本社やポルシェ本社を訪問したり3つのF1グランプリを取材するなどして、海外への取材力を高めていった。そのため、当時から海外ネットワークの強さを売りにしており、ベルギー人ジャーナリストで元F1ドライバーのポール・フレールや、ホンダF1にも在籍した事のあるF1ドライバーチャンピオンジョン・サーティースと、そのチーム監督を務めた中村良夫、高島の友人でイタリアに在住し、ジョルジェット・ジウジアーロ と後年イタルデザインを起業する宮川秀之、英国のジャーナリストであるロナルド・バーカー、デビッド・フィップスなど、1960年代からすでに豊富な執筆陣を揃えていた。
さらに、CGテストグループは、2、3日メーカーから借りて乗っただけではその車の真の特質やウィークポイントはわからないとして、市中の販売店から自費で新車を購入し、長期に亘って実用に供してリポートするという画期的な手法での長期テストを1967年から開始した。また、ロードインプレッションで人気を博した小林であったが、車のメーターとストップウォッチによるものだけでなく、厳密な科学的測定の裏付けをもつロードテストが必須であると考えていた。そのような中で、1964年に茨城県の谷田部町に1周5.5km の高速自動車試験場（通称「谷田部テストコース」。日本自動車研究所により運営されていたが、2005年に場所を移転した）が完成すると、CG 誌は第五輪式電気速度計や加速度計、ブレーキ踏力計、燃費計など高価な計測器を揃え、1968年から世界的水準での測定を伴う本格的ロードテストを開始している。
当初は編集長は置かず、小林は編集顧問として客員的存在であったが、1966年に初代編集長に就任し、同誌を日本の代表的な自動車雑誌に育て上げた。小林は編集長退任後は編集顧問を務め、2010年の出版社移籍後は名誉編集長として同誌の象徴的存在であり続けた（2013年10月28日に死去）。
編集長は、小林の後を継いだ熊倉重春、阪和明、加藤哲也、塚原久、田中誠司、渡辺慎太郎、竹下元太郎を経て、現在は小野光陽である。姉妹誌であった『NAVI』と合わせて、「ハードのCG、ソフトのNAVI」とのキャッチコピーが使用されていたこともあった。姉妹誌『NAVI』の2010年の休刊は、発行部数と広告収入の減少によるものであったが、本誌についても読者層の高齢化という問題が明らかにされた。広告収入の減少などによる収益性悪化を受けて、二玄社が自動車雑誌の出版から撤退することに伴い、2010年6月号をもって二玄社での発行を終了し、同年7月号から別資本で設立した新会社「株式会社カーグラフィック」による新体制で発行されることが明らかになった。これに伴い複数の編集者が退任し、塚原も退任することが決定したが、小林や加藤などはカーグラフィック社に移籍し、引き続き発行に携わることとなった。販売については二玄社が引き続き行なっていたが、2011年4月号（601号）からは株式会社カーグラフィックに移管され、これに伴い雑誌コードが04303から04951となった。
2012年に創刊50周年を迎え、同年9月9日に静岡県御殿場市のミュゼオ御殿場にてCG創刊50周年記念イベント「CG FESTA 2012」を開催した。その2年後の2014年9月7日には、「カーグラフィックTV」放送30周年を記念したイベント「CG FESTA 2014」が同箇所で行われた。

## 内容

### 主な内容
- FOUR AT THE CORNERS - 巻頭コラム。2023年現在は、「from inside」として編集長の小野光陽、「from Europe」としてドイツ人自動車評論家のゲオルグ・カッヒャー（Georg Kacher）、「from outside」としてフリーの自動車評論家・鈴木正文の3人が主に寄稿している。以前はポール・フレール、ジョルジェット・ジウジアーロ、ゴードン・マレー、下野康史、菊池武夫、アメリカ人自動車評論家のジョン・ラム（John Lamm）等が寄稿していた。
- SPECIAL - 特集記事。
- NEW MODEL - 新モデル紹介記事。
- ROAD & TRACK IMPRESSION - 公道およびレーストラックでの試乗記。
- LONG & SHORT TERM TEST - 後述。
- THE GARAGE PRESS - 自動車にまつわるコラム。
- CG MOTORSPORT FORUM - モータースポーツに関する記事。

### 連載
- Sushi & Chips（ピーター・ナン）
- WARNING LAMP（清水和夫）
- CG TV（松任谷正隆・田辺憲一）
- 駄車・名車・古車 デザイナー的見解（永島譲二）
- 吉田匠的ヒストリックカー考（吉田匠）
- 高島鎮雄 機械式のススメ（高島鎮雄）

ほか

### 過去の連載
- A BIT BEHIND THE TIMES（小林彰太郎）
- FEED UP（舘内端）
- PAPER MUSEUM（太田隆司）
- 児玉英雄ギャラリー（児玉英雄）
- Leader’s Perspective（川端由美）
- 名車の残像（永島譲二）
- ヨーロッパ自動車人生活（永島譲二）
- クルマはかくして作られる（福野礼一郎）

ほか

### LONG TERM TEST（〜2014年8月号）
複数の新型車の長期テスト。個々の車種の信頼性を測るテストとされ、1台につき約2年間実施（3年近い場合もある）。テスト車両は編集部員の普段の足として取材会場に機材を積載されることもある。社用車として、担当編集部員や他の部員が使う場合もある。車の選択ポリシーには確固はなく、市場の販売数や人気、技術的な意義などと乖離した例も見られる。これらの車種には導入順（例外あり）に3桁の数字がつけられている。メーカーからの貸与と疑われるテスト車がみられたことがある。
なおテスト終了後は次のテスト車の下取り車として売却されたり、申し出た他のオーナーに売却する例もある。売却時のコンディションはかなり良いが、通年で走行するため年間およそ1万5,000kmから4万kmがオドメーターに刻まれる。また、同社の自動車雑誌NAVIでも「our cars」という長期リポートを行っている。過去最高価格車は、アズキ色の1988年式 BMW 750iLで（車両本体価格1,358万円）、二玄社渡邊隆男社長の足としても使用された。
過去のCGの長期テスト車は一般の顧客同様、ディーラーから購入。例外でロータス・ヨーロッパ（4号車）やスカイラインRS（44号車）などはメーカー/インポーターから直接購入した。近年、長期テスト車の在籍期間は2年前後で、バブル期は1年に満たないものも多々ある。また最終回の後、長期テストページに掲載されることが稀にある。

### LONG TERM TEST / SHORT TERM TEST （2014年9月号〜）
2014年9月号から長期テストがリニューアルされた。以前は編集部が購入した車とメーカーから貸与される車が混在したかたちで毎号リポートをしていたが、2014年9月号からはLong Term Test / 長期テストは、編集部が実際にディーラーから車両を購入し、最低1年以上にわたりリポートされる。Short Term Test / 短期テストはメーカーから貸与される車両を約半年程度にわたりリポートされる。
Long Term Test / 長期テスト（2024年5月号現在）
- ホンダ・シビック・タイプR（第250号車）

このほか、番外編として株式会社カーグラフィックの社用車のルノー・カングーとプジョー508がリポートされる。
Short Term Test / 短期テスト（2024年5月号現在）
- スバル・クロストレック

## 姉妹誌
- 『CG classic』

1960年代以前のクラシックカーを専門に扱ったムック本。2018年に第一弾が創刊され、半年から1年おきに刊行されている。編集長は吉田匠。
- 『CG NEO CLASSIC』

1970年代から1990年代のネオクラシックカーを専門に扱ったムック本。2019年に第一弾が創刊され、半年から1年おきに刊行されている。編集長は加藤哲也。

### 過去の姉妹誌
- 『世界の自動車』

1970年代に刊行した全集シリーズ。詳細はリンクを参照。
- 『NAVI』

1984年に創刊された自動車雑誌。2010年3月発売号をもって休刊となった。初代編集長に大川悠、2代目編集長に鈴木正文がいる。
- 『UCG』

外国車を中心とする中古車情報専門誌であったが、2008年5月号をもって休刊となった。
- 『SUPER CG』

1989年創刊されたクラシックカーを中心とした自動車雑誌。日本の自動車関連の定期刊行物としては他に例を見ない高い内容のものであった。初代編集長は高島鎮雄、1992年より伊東和彦が編集長であった。1995年の休刊を経て復刊したものの、2007年、第50号をもって再び休刊となった。
- 『STILE』

「カーグラフィックから生まれたライフスタイル誌」と謳って2005年に創刊され、編集長はCG編集長であった加藤哲也が兼任していたが数号で休刊となった。

## 姉妹メディア

### カーグラフィックTV
「カーグラフィックTV」（CAR GRAPHIC TV、CGTV）は、本誌が監修・企画協力している自動車情報番組である。1984年10月5日にテレビ朝日で放送を開始し、2005年からはBS朝日で放送されている。

### webCG
「webCG」（ウェブCG）は、1998年6月に開設された本誌のウェブマガジンである。元々は二玄社の運営だったが、前述のような経営状況の悪化に伴い、紙媒体の運営移管に先立つ2008年12月に日本経済新聞社の子会社・日本経済新聞デジタルメディアに移管。以後は日経が二玄社・カーグラフィックから一部コンテンツの提供を受けるかたちで運営を行ってきたが、2014年11月にカカクコムが同サービスの運営会社株式の66.5%を取得することが発表された。

### カーグラフィック オンエア
「カーグラフィック オンエア」（CG ON THE AIR、CGオンエア）は、本誌の公式YouTubeチャンネルである。2022年3月1日に動画第一弾が公開された。

## 会員組織

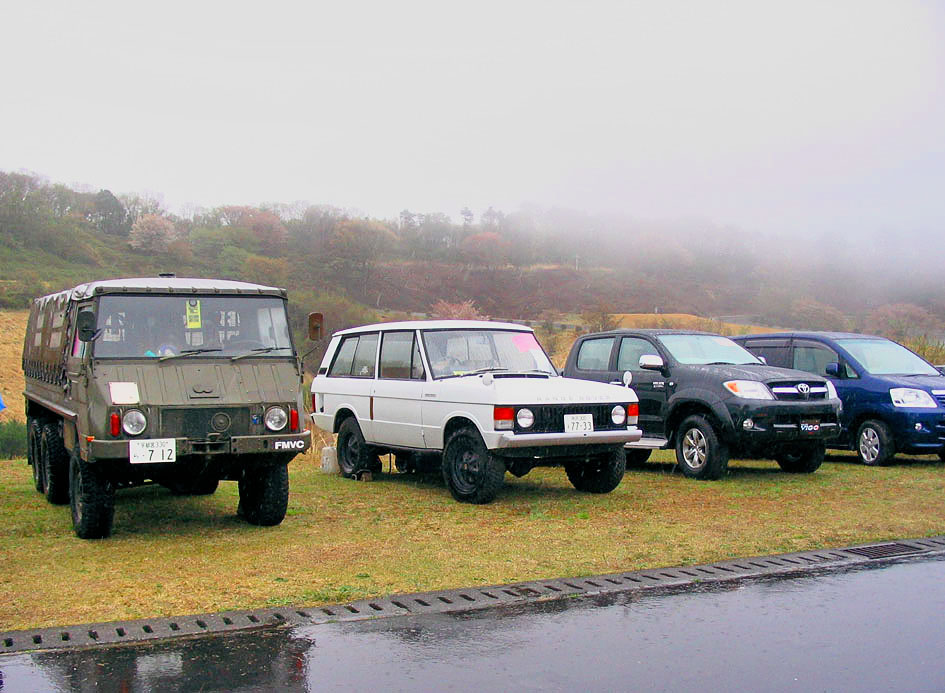
イベント会場風景（2006年）

本誌の会員組織として、1987年に「CG CLUB」（CGクラブ）が発足、現在も活動が続けられている。有料制の組織だが、「NEWS LETTER」と呼ばれる会報が配られたり、ウェブや紙面で紹介されている通信販売「Pride&Joy」での割引優遇や、グッズやカレンダーの無料配布がされた。運営は、CG CLUB事務局とCG事業企画室で行われていた。イベントの主催はあくまで二玄社ではなく、読者組織のCG CLUB事務局の名で行われる。以下の項目は下記リンク先のCG CLUBのホームページに詳しい。

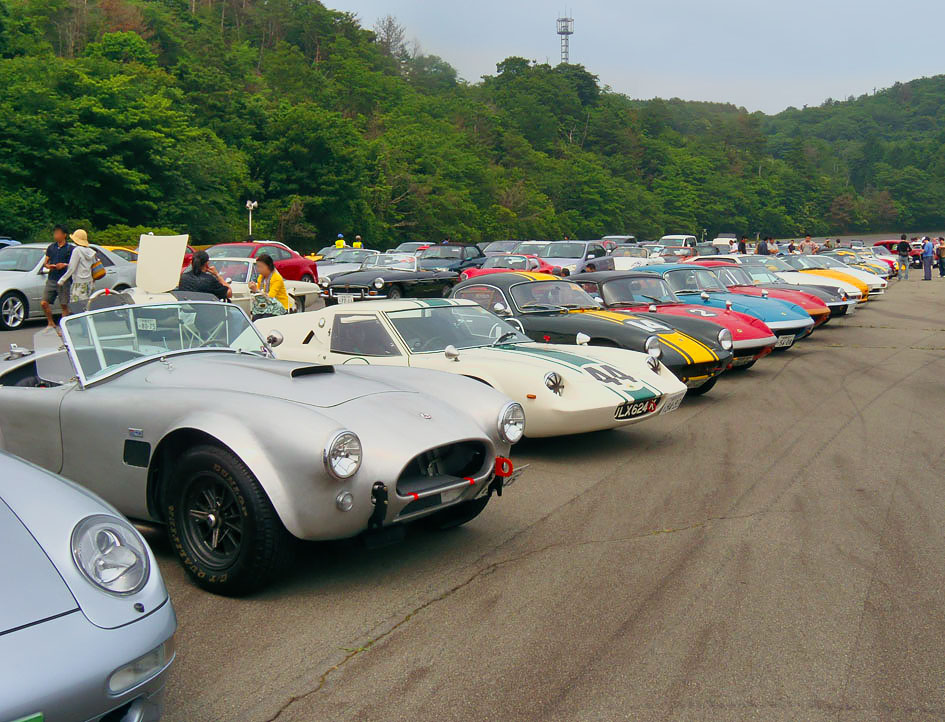
イベント会場風景（2009年）

- Spring Meet とAutumn Meet

関東開催の「Spring Meet」（かつては「CG DAY」）、近畿開催の「Autumn Meet」の2大イベントの規模はCG CLUB事務局主催のイベントでは最大で、すでに10年以上続いている。2005年春、松任谷正隆総合プロデュースで開催された「Spring Meet 2005」は、2日間CG、NAVIの編集部総出で「としまえん」へ出向き、編集部員個々が読者と話し合う「インプレッション・カフェ」や、編集記者運転の車両に同乗する「ドキドキナビ体験」が目玉となり、その他の企画もあわせて行われた。ゲストトークショーに久米宏やパンツェッタ・ジローラモなどが参加した。
2006年のSpring Meet 2006は、日本サイクルスポーツセンター（静岡県伊豆市）において、参加者持ち込み車両を自身、または編集記者の運転でコース走行などが催された。
- TTD

TTD（Tea Talk&Driveの略）と呼ばれる小規模ミーティングも全国でしばしば開催される。
- 独立

2010年 二玄社の経営不振からCG CLUBに対する一切の資金と人員・機材の支援はなくなることとなった。それをうけて2010年4月1日からは完全に独立しCG・Super CGの執筆者であった石川雄一が会長に就任した。株式会社二玄社および株式会社カーグラフィックとクラブは友好関係にはあっても全く別の組織となった。クラブは会員のみで構成され専従者はいなかった。また、運営に使われる資金は会員からの年会費3,600円のみである。しかし毎月のニューズレターは引き続き発行されていた。イベントは規模の縮小はあるものの基本的に同じように開催されている。各地で行われる上記のTTDなどはもともと費用がかからないので活発に行われている。このクラブのイベントは会員でなくても自由に参加できるオープンなものであることが特徴である。2011年石川の提案を役員会およびCGが賛同して2012年4月より運営はCGに移管されることとなった。それにより事務局所在地は神奈川県横浜市からCG編集部内となった。2011年1月10日時点での会員数は2,742名であったが2012年3月時点では約2,400名と減少傾向にある。

### OB
- 大川悠
- 笹目二朗
- 吉田匠
- 熊倉重春 - 2代目編集長。
- 下野康史
- 田辺憲一 - 2006年二玄社退職後、現在はCGTVのスーパーバイザー。
- 伊東和彦
- 渡辺慎太郎 - 2003年独立。特約編集記者を経て7代目編集長。
- 生方聡